# Isatis spatella
Isatis spatella är en korsblommig växtart som beskrevs av Peter Hadland Davis. Isatis spatella ingår i släktet vejdar, och familjen korsblommiga växter. Inga underarter finns listade i Catalogue of Life.